# Taternicki Klub Harcerzy
Taternicki Klub Harcerzy (TKH) – harcerski klub wspinaczkowy wywodzący się z krowoderskiego środowiska harcerskiego. W latach 1978–1989 działał w ramach Związku Harcerstwa Polskiego (Hufiec Kraków-Krowodrza). Od 1990 kontynuował działalność w sposób niesformalizowany. W 2016 nastąpiła oficjalna reaktywacja TKH. Przekazanie proporca kolejnemu pokoleniu odbyło w kwietniu w Tatrach podczas wycieczki skitourowej.

## Historia
Założycielami TKH byli Andrzej Orłowski oraz Wacław Moskal. Klub powstał z 24 Górskiej Krakowskiej Drużyny Harcerzy. W okresie późniejszym działał w oparciu o 1 Krakowską Drużynę Harcerzy Jedynka (szczep „Dzieci Świętowida”) oraz inne krakowskie drużyny i szczepy (m.in. XV Wierchy).
Harcerze TKH zorganizowali w trakcie swojej działalności w ramach ZHP kilkadziesiąt wyjazdów, wypraw, wyryp i wspinaczek górskich, z których najważniejsze to wprawy w góry Riła i Piryn, Alpy włoskie i francuskie, kilkakrotnie wyprawy w Góry Skandynawskie – Jotunheimen (zdobycie Galdhøpiggen i Glitertind) i Breheimen – zakończone przejściem przez uczestników wyprawy wzdłuż Jostedalsbreen (1983) – najdłuższego górskiego lodowca Europy (około 54 km długości), a przede wszystkim 8-miesięczna wyprawa w Andy 1984/85 (Argentyna, Peru, Boliwia), zakończona zdobyciem 21 najwyższych szczytów Ameryki Południowej (powyżej 5000 m n.p.m.), z najwyższym Aconcagua – wejście Lodowcem Polaków – szlakami I Polskiej Wyprawy Andyjskiej 1934 r., oraz m.in. wierzchołkami Mercedario, Pico Polaco – pierwsze polskie wejście na wierzchołek (1984), Cerro Negro, Ojos del Salado – najwyższy wulkan na ziemi (6885 m) w okolicach na płaskowyżu Puna de Atacama, pierwsze wejście na dziewiczy wierzchołek Ramada Sur w Cordillera de la Ramada (Andy Południowe), Murrarajo w masywie Cordillera Blanca. Uczestnicy wyprawy poruszali się po Ameryce Południowej dwoma samochodami terenowymi UAZ 469 przewiezionymi przez Atlantyk na pokładzie holownika oceanicznego Jantar.
Ponadto TKH zorganizował 2-miesięczny trekking w Himalaje Langtang w 1984 r., zakończony zdobyciem przełęczy Ganja La (5133 m n.p.m.) i Tsergo Ri (4984 m n.p.m.), a także próbą wejścia na przełęcz Hagena (Hagen's Col, ok. 6000 m n.p.m.). Opis wyprawy znajduje się w wydanej w 2005 książce Stąd do Langtangu.
Kolejna wyprawa w Andy odbyła się w 1989 roku. Jej efektem było zdobycie Cerro Negro, Alma Negra, Cerro La Mesa – na jednym z jego wierzchołków odnaleziono ślady I Polskiej Wyprawy Andyjskiej z 1934 – puszkę z ovomaltiny z kartką zdobywcy, Wiktora Ostrowskiego odnalazł uczestnik wyprawy Bolesław Dzięgiel.
Wykonano setki przejść tatrzańskich i alpejskich, m.in. zakończone zdobyciem Großglocknera, Monte Rosa, kilkakrotnie Mont Blanc i Matterhornu.
W ramach struktury organizacyjnej TKH działały zastępy, z których najbardziej znanym był zastęp Annapurna, nazwany tak od nazwy ośmiotysięcznego szczytu himalajskiego Annapurna, którego skład stanowiła większość uczestników wyprawy Andy 1984/85.
Ponadto członkowie TKH byli instruktorami w innych jednostkach organizacyjnych Związku Harcerstwa Polskiego, między innymi w szczepach „Dzieci Świętowida”, „Wierchy XV” i innych.
W okresie tzw. „towarzyskim” (od 1990), już poza działalnością harcerską, kolejną pasją klubowiczów stał się skialpinizm w Tatrach polskich i słowackich.
W 2015 klub zrealizował kolejną wyprawę: Brothers-in-law NZ '15 – rowerowo-trekkingową podróż do Nowej Zelandii. W trakcie 40 dni wyprawy uczestnicy przejechali 2600 km na rowerach i zrealizowali 120 km trekkingu górskiego.
W kwietniu 2016 r. Taternicki Klub Harcerzy reaktywował swoją działalność w zakopiańskim środowisku harcerskim ZHR, poprzez przekazanie historycznego proporca klubu na ręce młodego pokolenia.

## Władze
Komendantami klubu byli:
- 1979–1984: Andrzej Orłowski,
- 1984–1985: Piotr Bicz,
- 1985–1989: Miłosz Biedrzycki,
- od 1990: Andrzej Orłowski.

Najwyższą władzą Taternickiego Klubu Harcerzy jest doroczny Walny Zjazd TKH „QURNIK”, a w okresie pomiędzy Walnymi Zjazdami – Komendant TKH.
Przyjacielem klubu był Andrzej Heinrich, którego tablicę pamięci wmurowano przy kaplicy na tatrzańskich Wiktorówkach także dzięki staraniom członków TKH.

## Sekcje
Obecnie w TKH działają sekcje:
- Skialpinizmu,
- Jachtowa,
- Surfingowa,
- Motorowa,
- Off Road,
- RKR (Rowerowy Klub Ramoli).

## Działalność wydawnicza
Organem prasowym TKH jest „Wyciąg” – oficjalny aperiodyk TKH, wydawany w wersji elektronicznej oraz w wersji drukowanej z okazji dorocznego Walnego Zjazdu TKH „Qurnik”. Ostatnie 2 edycje Wyciągu (2002, 2003) wydane były w formie bibliofilskiej – każdy po ok. 150 stron z opowiadaniami z wypraw tatrzańskich, alpejskich – wspinaczkowych, turystycznych i skiturowych, rowerowych, kajakowych i dotyczących innej, żywej aktywności harcerzy klubu.